# 金璇

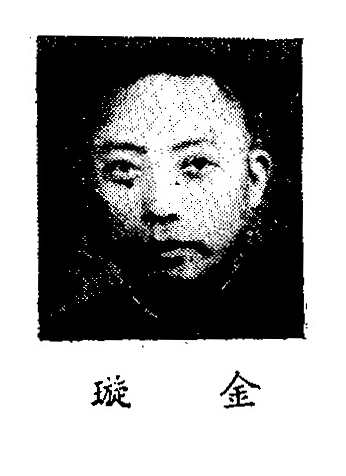

金璇（1875年—1916年2月7日），字衡玉，江苏江阴县西乡大岸村人，前中国共产党最高领导人瞿秋白之母。
自幼聪慧，爱好文艺，擅长诗词，旧学颇有功底。于23岁时与瞿世玮结婚，金衡玉对瞿秋白早年的成长有很深影响，她特别注意培养秋白对文学的热爱。
金衡玉生六子二女：
秋白、轶群（女）、昀白、楙红（女，早夭）、景白、垚白、楙兴（早夭）、坚白。
1916年2月7日，在秋白18岁时，为债务所逼，吞红头火柴自尽。
入殓后，灵柩放在祠堂东侧屋内达十多年，一直无钱买地安葬，后来于1942年前后，因私立群英中学借瞿氏宗祠开学，因此葬于东郊乱葬坟中。1962年，在常州市人民政府主持下，由杨之华从《瞿秋白文集》稿费中拿出三百元经费，经瞿母遗骨迁葬于西郊公墓，墓碑上刻“瞿秋白烈士母亲金太夫人之墓”，下署：“媳杨之华、女瞿轶群敬立”。文革中被毁。